# 2013 en musique
| \| • Retour à la chronologie générale de la musique populaire • \| |
| XXIe siècle • XXe siècle • XIXe siècle • XVIIIe siècle XVIIe siècle • XVIe siècle • XVe siècle • XIVe siècle XIIIe siècle • XIIe siècle • XIe siècle • Xe siècle IXe siècle • VIIIe siècle • Haut Moyen Âge • Rome • Grèce |
| • Retour à la chronologie générale de la musique populaire • |

| • Retour à la chronologie générale de la musique populaire • |

| Années de la musique populaire : 2010 - 2011 - 2012 - 2013 - 2014 - 2015 - 2016    |
| Décennies de la musique populaire : 1980 - 1990 - 2000 - 2010 - 2020 - 2030 - 2040 |

Cet article présente les faits marquants de l'année 2013 en musique.

## Faits marquants

### En France
- 41 millions de singles et 48 millions d'albums sont vendus en France en 2013[1].
- Premier succès de Maître Gims (J'me tire).
- Mylène Farmer se produit durant 10 soirs à Bercy, et Céline Dion durant 7 soirs.
- Nouvelle édition de Urban Peace au Stade de France.
- Décès de Daniel Darc, Georges Moustaki, Teri Moïse et André Verchuren.

### Dans le monde
- Miley Cyrus fait scandale avec le clip de Wrecking ball, tout comme Robin Thicke avec celui de Blurred Lines.
- Décès de J. J. Cale et Lou Reed.

## Disques sortis en 2013
- Albums sortis en 2013
- Singles sortis en 2013

## Succès de l'année en France (singles)

### Chansons classées Numéro 1
Cette liste présente, par ordre chronologique, tous les titres s'étant classés à la première place du Top 50 durant l'année 2013.
- Psy : Gangnam style
- Will.i.am & Britney Spears : Scream & shout
- Macklemore & Ryan Lewis : Thrift shop
- Maître Gims : J'me tire
- Daft Punk & Pharrell Williams : Get lucky
- Robin Thicke, T.I. & Pharrell Williams : Blurred lines
- Stromae : Papaoutai
- Avicii : Wake me up!
- Stromae : Formidable
- Bakermat : Vandaag
- Vitaa & Maître Gims : Game over
- Eminem & Rihanna : The monster
- Stromae : Tous les mêmes
- Pharrell Williams : Happy
- Bénabar, Bruel, Cali et Marina (Téléthon) : Un arc-en-ciel

### Chansons francophones
Cette liste présente, par ordre alphabétique, tous les titres s'étant classés parmi les 15 premières places du Top 50 durant l'année 2013.
- Bénabar, Patrick Bruel, Cali & Marina (Téléthon) : Un arc-en-ciel
- Big Ali & Wati B : WatiBigali
- Brice Conrad : Oh la
- Booba : A.C. Milan
- Booba : Parlons peu
- Christophe Maé : Tombé sous le charme
- Détroit : Droit dans le soleil
- Emmanuel Moire : Beau malheur
- Julien Doré : Paris-Seychelles
- Keen'V : La vie du bon côté
- Les Enfoirés : Attention au départ
- Maître Gims : J'me tire
- Maître Gims : Bella
- Maître Gims : Zombie
- Maître Gims : Changer
- Mylène Farmer : Je te dis tout
- Mylène Farmer : Monkey me
- Sébastien Patrick : Quand il pète il troue son slip
- Stromae : Papaoutai
- Stromae : Formidable
- Stromae : Tous les mêmes
- Tal & M. Pokora : Envole-moi
- Vitaa & Maître Gims : Game over
- Youssoupha : On se connaît
- Zaz : On ira

### Chansons non francophones
Cette liste présente, par ordre alphabétique, tous les titres s'étant classés parmi les 10 premières places du Top 50 durant l'année 2013.
- Adele : Skyfall
- Alex Hepburn : Under
- Alicia Keys & Nicki Minaj : Girl on fire
- Asaf Avidan : One day
- Avicii : Wake me up!
- Avicii : Hey brother
- Baauer : Harlem shake
- Bakermat : Vandaag
- Bingo Players : Get up (Rattle)
- Birdy : People help the people
- Birdy : Wings
- Britney Spears & Will.i.am : Scream & shout
- Britney Spears : Work bitch
- Bruno Mars : Locked out of heaven
- Bruno Mars : When I was your man
- Bruno Mars : Treasure
- Calvin Harris & Ellie Goulding : I need your love
- Daft Punk & Pharrell Williams : Get lucky
- David Bowie : Where are we now?
- David Guetta, Ne-Yo & Akon : Play hard
- DVBBS & Borgeous : Tsunami
- Edward Sharpe : Home
- Ellie Goulding : Burn
- Emeli Sandé : Read all about it
- Eminem : Berzerk
- Eminem & Rihanna : The monster
- Jabberwocky : Photomaton
- James Arthur : Impossible
- Jason Derulo : Talk dirty
- John Newman : Love me again
- Justin Timberlake & Jay-Z : Suit & tie
- Katy Perry : Roar
- Kavinsky : Nightcall
- Lady Gaga : Applause
- Lady Gaga & R. Kelly : Do what U want
- Lana Del Rey : Summertime sadness
- Lorde : Royals
- Macklemore & Ryan Lewis : Thrift shop
- Macklemore & Ryan Lewis : Can’t hold us
- Major Lazer : Watch out for this
- Martin Garrix : Animals
- Miley Cyrus : Wrecking ball
- Naughty Boy & Sam Smith : La la la
- New World Sound & Thomas Newson : Flute
- Olympe : Born to die
- Passenger : Let her go
- Pharrell Williams : Happy
- Pink & Nate Ruess : Just give me a reason
- Pitbull & Kesha : Timber
- Psy : Gangnam style
- Rihanna : Diamonds
- Rihanna : Stay
- Robin Thicke, T.I. & Pharrell Williams : Blurred lines
- The Lumineers : Ho hey
- The Supermen Lovers : C’est bon
- We Were Evergreen : Leeway
- Wiz Khalifa : We own it

## Succès de l'année en France (albums)
Cette liste présente, par ordre alphabétique, les albums sortis en 2013 ayant obtenu une certification Platine ou Diamant en France.

### Quadruples disques de diamant (plus de 2 millions de ventes)
- Stromae : Racine carrée

### Disques de diamant (plus de 500.000 ventes)
- Christophe Maé : Je veux du bonheur
- Daft Punk : Random access memories
- Florent Pagny : Vieillir avec toi
- La Reine des neiges
- Maître Gims : Subliminal
- Zaz : Recto verso

### Triples disques de platine (plus de 300.000 ventes)
- Forever Gentlemen
- Julien Doré : Løve
- Robin des Bois
- Tal : À l'infini
- We love Disney

### Doubles disques de platine (plus de 200.000 ventes)
- Céline Dion : Loved me back to life
- Emmanuel Moire : Le chemin
- Génération Goldman volume 2
- Indochine : Black city parade
- Kaaris : Or noir
- Les Stentors : Une histoire de France
- Pascal Obispo : Millésimes
- Pascal Obispo : Le grand amour
- Vanessa Paradis : Love songs
- Vincent Niclo : Luis

### Disques de platine (plus de 100.000 ventes)
- Alex Hepburn : Together alone
- Asaf Avidan : Different pulses
- Avicii : True
- Bernard Lavilliers : Baron samedi
- Birdy : Fire within
- Casseurs Flowters : Orelsan et Gringe sont les Casseurs Flowters
- David Bowie : The next day
- Depeche Mode : Delta machine
- Détroit : Horizons
- Eddy Mitchell : Héros
- Eminem : The Marshall Mathers LP 2
- Étienne Daho : Les chansons de l'innocence retrouvée
- Garou : Au milieu de ma vie
- Grégoire : Les roses de mon silence
- Hélène Ségara et Joe Dassin : Et si tu n’existais pas
- James Blunt : Moon landing
- Jenifer : Ma déclaration
- Johnny Hallyday : On stage
- Keen'V : Ange ou démon
- Lady Gaga : Artpop
- Linkin Park : Living things
- Luc Arbogast : Odysseus
- Muse : Live at Rome Olympic Stadium
- Mylène Farmer : Timeless 2013
- One Direction : Midnight memories
- Sexion d'assaut : Best of
- Vigon Bamy Jay : Les Soul Men

## Succès internationaux de l’année
Cette liste présente, par ordre alphabétique, les trente titres et albums ayant eu le plus de succès dans les charts internationaux en 2013,.

### Singles
- Avicii : Hey brother
- Avicii : Wake me up!
- Baauer : Harlem shake
- Britney Spears & Will.i.am : Scream & shout
- Bruno Mars : When I was your man
- Capital Cities : Safe & sound
- Daft Punk & Pharrell Williams : Get lucky
- Emeli Sandé : Next to me
- Eminem & Rihanna : The monster
- Icona Pop & Charli XCX : I love it
- Imagine Dragons : Radioactive
- Jason Derulo & 2 Chainz : Talk dirty
- Justin Timberlake : Mirrors
- Katy Perry : Roar
- Lana Del Rey : Summertime sadness
- Lorde : Royals
- Macklemore & Ryan Lewis : Same love
- Macklemore & Ryan Lewis : Can’t hold us
- Macklemore & Ryan Lewis : Thrift shop
- Miley Cyrus : Wrecking ball
- Miley Cyrus : We can't stop
- OneRepublic : Counting stars
- One Direction : Story of my life
- Passenger : Let her go
- Pink & Nate Ruess : Just give me a reason
- Pitbull & Ke$ha : Timber
- Rihanna & Mikky Ekko : Stay
- Taylor Swift : I knew you were trouble
- The Lumineers : Ho hey
- Robin Thicke, T.I. & Pharrell Williams : Blurred lines

### Albums
- Arcade Fire : Reflektor
- Arctic Monkeys : AM
- Avenged Sevenfold : Hail to the King
- Black Sabbath : 13
- Bon Jovi : What about now
- Bruno Mars : Unorthodox jukebox
- Daft Punk : Random access memories
- David Bowie : The next day
- Drake : Nothing was the same
- Eminem : The Marshall Mathers LP 2
- Fall Out Boy : Save rock'n roll
- Jay-Z : Magna carta holy grail
- Josh Groban : All that echoes
- Justin Timberlake : The 20/20 Experience
- Justin Timberlake : The 20/20 Experience: 2 of 2
- Kanye West : Yeezus
- Katy Perry : Prism
- Keith Urban : Fuse
- Lady Antebellum : Golden
- Lady Gaga : Artpop
- Lorde : Pure heroine
- Luke Bryan : Crash my party
- Macklemore & Ryan Lewis : The heist
- Michael Buble : To be loved
- Miley Cyrus : Bangerz
- One Direction : Midnight memories
- Paramore : Paramore
- Queens of the Stone Age : ...Like clockwork
- Robin Thicke : Blurred lines
- Selena Gomez : Stars dance

## Concerts en France
- Shy'm réalise son premier Paris Bercy le 4 janvier 2013.
- À partir de février 2013, Indochine débute Black City tour, une tournée qui se termine en 2015.
- Rammstein fait une tournée européenne avec un passage en France pour 2013.
- Justin Bieber donne un concert au Palais omnisports de Paris-Bercy le 19 mars 2013 et se rend aussi au Zénith Strasbourg Europe le 8 avril 2013 pour donner un autre concert en France.
- P!nk est de passage au Palais omnisports de Paris-Bercy le 17 avril 2013.
- One Direction fait un passage en France pour leur tournée mondiale de Take Me Home Tour 2013 le 29 avril 2013 au Palais omnisports de Paris-Bercy et le 30 avril 2013 au Galaxie d'Amnéville.
- Iron Maiden est aussi de passage au Palais omnisports de Paris Bercy le 5 juin 2013.
- Green Day est de passage plusieurs fois en France pour leur tournée estivale.
- Thirty Seconds to Mars est de passage plusieurs fois en France lors de la tournée estivale du Love, Lust, Faith and Dreams Tour.
- À partir du 7 septembre 2013, Mylène Farmer fait une série de concerts Timeless 2013.
- Le chanteur Bruno Mars donne un concert au Palais omnisports de Paris-Bercy le 14 octobre 2013 suivi de deux concerts au Zénith de Toulouse Métropole et au Dôme de Marseille le mois suivant.
- Céline Dion fait une série de sept concerts au Palais omnisports de Paris-Bercy du 25 novembre au 5 décembre 2013.
- Le chanteur will.i.am est de passage en France en décembre 2013 afin de promouvoir son dernier album #willpower. Il donne une tournée qui débute le 1er décembre au Zénith de Paris et s'achève le 16 décembre au Palais omnisports de Paris-Bercy, en passant par Marseille, Nantes ou encore Amnéville.

Liste des concerts au Stade de France :
| Artiste           | Date du concert | Nationalité |
| ----------------- | --------------- | ----------- |
| Rihanna           | 8 juin          | Barbade     |
| Depeche Mode      | 15 juin         | Royaume-Uni |
| Muse              | 21 et 22 juin   | Royaume-Uni |
| Bruce Springsteen | 29 juin         | États-Unis  |
| Eminem            | 22 août         | États-Unis  |
| Roger Waters      | 21 septembre    | Royaume-Uni |
| Urban Peace 3     | 28 septembre    | France      |

## Récompenses
- États-Unis : 56e cérémonie des Grammy Awards
- États-Unis : American Music Awards 2013
- États-Unis : MTV Video Music Awards 2013
- États-Unis : 2013 Billboard Music Awards (en)
- Europe : MTV Europe Music Awards 2013
- Europe : Concours Eurovision de la chanson 2013
- France : 29e cérémonie des Victoires de la musique
- France : 15e edition des NRJ Music Awards
- Québec : 35e gala des prix Félix
- Royaume-Uni : Brit Awards 2013

## Formations et séparations de groupes
- Groupe de musique formé en 2013
- Groupe musical séparé en 2013

## Décès
- 28 février : Daniel Darc, chanteur français, membre du groupe Taxi Girl
- 6 mars : Alvin Lee, guitariste américain de Ten Years After
- 12 mars : Clive Burr, ex-batteur du groupe de heavy metal Iron Maiden
- 2 mai : Jeff Hanneman, guitariste du groupe de thrash metal Slayer
- 23 mai : Georges Moustaki, chanteur et auteur-compositeur français
- 7 mai : Teri Moïse, auteure-compositrice et chanteuse américaine francophone
- 20 mai : Ray Manzarek, organiste de The Doors
- 23 juin : Little Willie Littlefield, pianiste et chanteur américain de rhythm and blues et de boogie-woogie († 16 septembre 1931).
- 10 juillet : André Verchuren, accordéoniste français
- 13 juillet : Cory Monteith, acteur et chanteur canadien
- 26 juillet : J.J. Cale, auteur, compositeur, chanteur et guitariste américain
- 27 octobre : Lou Reed, auteur, compositeur, chanteur et guitariste américain, membre du Velvet Underground
- 12 décembre : Général Alcazar, auteur-compositeur-interprète et guitariste français